# Saison 32 des Simpson
Chronologie
Saison 31 Saison 33
La trente-deuxième saison de la série télévisée d'animation Les Simpson est diffusée aux États-Unis entre le 27 septembre 2020 et le 23 mai 2021 sur le réseau Fox. Elle  contient vingt-deux épisodes, même si seuls dix-neuf scripts ont été commandés. Elle a diffusé le 700e épisode de la série le 21 mars 2021,. La saison est commandée le 6 février 2019, en même temps que la saison précédente. En France, la saison est proposée en streaming depuis le 20 octobre 2021 sur la plateforme Disney+. Elle reste inédite sur 6ter. En Belgique, elle est diffusée à partir du 5 septembre 2022 sur la chaîne Tipik.

## Épisodes
| № | #  | Titre                                                                                               | Réalisation       | Scénario                            | Première diffusion                                          | Code de prod. | Audience |
| --- | -- | --------------------------------------------------------------------------------------------------- | ----------------- | ----------------------------------- | ----------------------------------------------------------- | ------------- | -------- |
| 685 | 1  | Burns infiltré Undercover Burns                                                                     | Bob Anderson      | David Cryan                         | 27 septembre 2020 20 octobre 2021 (Disney+)                 | ZABF19        | 4,44     |
| À la suite d'événements en sa défaveur lors d'une journée « Amenez vos enfants au travail » à la centrale nucléaire, M. Burns décide de s'isoler dans les toilettes de la centrale. En y découvrant des graffitis peu élogieux à son égard, il décide de s'infiltrer dans sa centrale, sous la couverture de « Fred », afin de découvrir les raisons poussant ses employés à le détester. En découvrant l'amitié avec Homer, Lenny et Carl, il va prendre de nombreuses décisions ayant pour objectif d'améliorer les conditions de travail de ses employés. Mais, cette soudaine gentillesse va pousser Smithers à tout faire pour faire disparaître Fred et éviter que la centrale ne coule... Invités : David Harbour et Philip Rosenthal |    | |                   |                                     |                                                             |               |          |
| 686 | 2  | Aïe, Carumbus I, Carumbus                                                                           | Rob Oliver        | Cesar Mazariegos                    | 4 octobre 2020 20 octobre 2021 (Disney+)                    | ZABF18        | 1,51     |
| En se rendant au musée d'histoire de Springfield pour admirer une exposition sur la Rome antique, Homer et Marge se disputent sur le manque d'ambition d'Homer. Le conservateur du musée leur compte alors l'histoire d'un jeune garçon vendu en tant qu'esclave par son père à un Romain, pour y effectuer des combats à mort. Triomphant et conquérant la fille de ce dernier, le jeune homme se voit offrir sa liberté, mais, les ambitions de sa nouvelle épouse vont le pousser à commettre des actes odieux pour espérer gravir les échelons de la société romaine. Alors que son fils devient nouvel empereur de Rome, il va remettre en question ses actes pour essayer de l'arrêter. Pendant ce temps, la famille Simpson se visualise au travers de cette famille antique, ce qui ne va qu'attiser les disputes... Invité : Michael Palin |    | |                   |                                     |                                                             |               |          |
| 687 | 3  | Non, musée, ne fais pas ça Now Museum, Now You Don't                                                | Timothy Bailey    | Dan Greaney                         | 11 octobre 2020 20 octobre 2021 (Disney+)                   | ZABF21        | 1,36     |
| Alors qu'elle est malade et contrainte à rester au lit, Lisa consulte un livre sur l'histoire de l'art moderne illustrée. Elle va alors s'imaginer comme une jeune inventrice italienne du XVe siècle, tandis que Bart va s'imaginer comme un jeune impressionniste français du XIXe siècle, Maggie comme un chérubin et Homer et Marge en tant Diego Rivera et Frida Kahlo... |    | |                   |                                     |                                                             |               |          |
| 688 | 4  | Simpson Horror Show XXXI (Spécial d'Halloween XXXI) Treehouse of Horror XXXI                        | Steven Dean Moore | Julia Prescott                      | 18 octobre 2020 1er novembre 2020 20 octobre 2021 (Disney+) | ZABF17        | 4,93     |
| - Introduction : Lors des élections présidentielles américaines de 2020, Homer est le seul Springfieldien à ne pas aller voter, et les conséquences pourraient être terribles... - Toy Gory : Bart se voit offrir un jouet radioactif donnant vie à tous ses jouets. Ces derniers vont alors le faire souffrir pour les supplices qu'ils ont subis... - Into the Homer-verse : En tentant de trouver des bonbons à la centrale, Homer va tomber sur une machine faisant apparaître différentes versions de lui, semant le chaos à Springfield... - Be Nine, Rewind : Le jour de ses neuf ans, Lisa subit de nombreuses catastrophes et revit la même journée en boucle, avec Nelson. Ils vont alors tenter de mettre fin à cette boucle temporelle... Invité : Ben Mankiewicz                                                                       |    | |                   |                                     |                                                             |               |          |
| 689 | 5  | Sept Bières de réflexion The 7 Beer Itch                                                            | Michael Polcino   | Joel H. Cohen John Frink et Al Jean | 8 novembre 2020 20 octobre 2021 (Disney+)                   | ZABF15        | 1,74     |
| À la suite d'un accord commun, Marge et les enfants se rendent à Martha's Vineyard sans Homer, ce dernier se retrouvant seul à la maison. Dans le même temps, une femme fatale britannique arrive à Springfield. Cette dernière va alors tenter d'attirer Homer dans sa toile, alors même qu'il est tiraillé entre sa solitude et sa fidélité. Mais, le retour soudain de sa famille va bouleverser Homer... Invitée : Olivia Colman |    | |                   |                                     |                                                             |               |          |
| 690 | 6  | Podcast News                                                                                        | Matthew Faughnan  | David X. Cohen                      | 15 novembre 2020 20 octobre 2021 (Disney+)                  | ZABF22        | 3,50     |
| Marge et Lisa se découvrent une soudaine passion pour les podcasts traitant d'affaires criminelles, tout comme le reste des Springfieldiens. Au même moment, Kent Brockman constate, impuissant, que ces derniers prennent le pas sur sa carrière de journaliste. Il décide alors de lancer son propre podcast, traitant d'un meurtre commis présumément par Abraham sur sa nouvelle petite amie. Mais, cette série de podcasts va causer bien des soucis dans cette affaire mystérieuse... Invités : Morgan Fairchild, Stellan Skarsgård, Christine Nangle, Yeardley Smith et Bill Simmons |    | |                   |                                     |                                                             |               |          |
| 691 | 7  | Trois rêves qui s'effondrent Three Dreams Denied                                                    | Steven Dean Moore | Danielle Weisberg                   | 22 novembre 2020 20 octobre 2021 (Disney+)                  | QABF02        | 4,41     |
| Alors que le vendeur de BD se rend au Comic-Con de San Diego pour tenter de réaliser son rêve, Bart rencontre un nouveau vendeur de BD spécialisé dans le doublage. Grâce à ce dernier, il devient lui-même comédien de doublage dans une nouvelle série. Pendant ce temps, Lisa découvre qu'un nouveau saxophoniste auquel elle ne reste pas insensible a rejoint sa troupe de musique. Cependant, les aventures de ces trois personnages ne vont pas se dérouler comme prévu... Invités : Dawnn Lewis, Ben Platt et Paul Rudd |    | |                   |                                     |                                                             |               |          |
| 692 | 8  | La Route de Cincinnati The Road to Cincinnati                                                       | Matthew Nastuk    | Jeff Westbrook                      | 29 novembre 2020 20 octobre 2021 (Disney+)                  | ZABF20        | 1,63     |
| Chalmers a été convié à l'EDU-CON de Cincinnati, une convention dédiée aux administrateurs scolaires. Après que Skinner a trouvé un subterfuge pour faire le voyage avec ce dernier, ils sont contraints de parcourir plus de 1 000 km en voiture après leur exclusion d'un avion. Cependant, ce trajet va se retrouver chamboulé par de nombreuses péripéties, et la relation entre les deux pourrait bien exploser, et l'issue finale pourrait s'en retrouver affectée. Invités : Jason Bateman et Hannibal Buress |    | |                   |                                     |                                                             |               |          |
| 693 | 9  | Pas d'excuse Sorry Not Sorry                                                                        | Rob Oliver        | Nell Scovell                        | 6 décembre 2020 20 octobre 2021 (Disney+)                   | QABF01        | 1,66     |
| Après avoir eu une mauvaise note à un exposé, Lisa traite Mme Hoover d'« amatrice sans intérêt ». Refusant de s'excuser, elle est contrainte de passer ses journées en retenue. Elle y apprend alors les secrets de la vie maussade de sa professeure, et va tenter de trouver un moyen de se faire pardonner. Cependant, la rancune de Mme Hoover risque de prendre le dessus... Invitées : Ariana Piknjac et Ella Piknjac |    | |                   |                                     |                                                             |               |          |
| 694 | 10 | Un Noël d'été à Springfield A Springfield Summer Christmas for Christmas                            | Timothy Bailey    | Jessica Conrad                      | 13 décembre 2020 20 octobre 2021 (Disney+)                  | QABF03        | 3,92     |
| En plein été, une productrice est envoyée à Springfield pour superviser la production d'un téléfilm de Noël rencontrant des difficultés, alors même qu'elle déteste cette période. Logeant chez les Simpson dans la chambre de Bart, elle commence à éprouver des sentiments pour Skinner, mais les farces de Bart vont la contraindre à rompre avec son fiancé et à stopper la production du film. Cependant, le soutien et la compréhension d'une petite ville pourraient bien l'aider dans cette incroyable épreuve... Invités : Ellie Kemper et Richard Kind |    | |                   |                                     |                                                             |               |          |
| 695 | 11 | Envie de paternité The Dad-Feelings Limited                                                         | Chris Clements    | Ryan Koh                            | 3 janvier 2021 20 octobre 2021 (Disney+)                    | QABF04        | 1,89     |
| À la suite d'une soirée quiz chez Moe, Kumiko, la femme du vendeur de BD, se lie d'amitié pour Marge du fait du point commun de leur mari : leur surpoids. En se rendant chez les Simpson pour découvrir les secrets de Marge, elle éprouve le sentiment de devenir mère grâce à Maggie. Cependant, le vendeur de BD ne partage pas ce sentiment et préfère fuir lorsqu'il doit réconforter Bart et Lisa. En se rendant alors à sa maison d'enfance, les Simpson vont découvrir les raisons derrière ce manque de soutien émotionnel... Invités : Dan Aykroyd, Bob Balaban et Jenny Yokobori |    | |                   |                                     |                                                             |               |          |
| 696 | 12 | Reine du journal intime Diary Queen                                                                 | Matthew Nastuk    | Jeff Westbrook                      | 21 février 2021 20 octobre 2021 (Disney+)                   | QABF05        | 1,43     |
| Lors d'un vide-greniers chez Ned, Bart découvre l'ancien journal intime de Mme Krapabelle, dans lequel elle a confessé de nombreuses choses. Après avoir fait quelques farces, il semble découvrir qu'Edna lui vouait une grande affection et décide de changer de comportement pour devenir un élève brillant. Cependant, en cherchant la cause de ce changement de comportement, Lisa va découvrir que cette perception est basée sur un quiproquo, et se demande comment l'annoncer à Bart, sans le troubler et sans gâcher sa motivation... Invitée : Marcia Wallace |    | |                   |                                     |                                                             |               |          |
| 697 | 13 | Objectif fric Wad Goals                                                                             | Michael Polcino   | Brian Kelley                        | 28 février 2021 20 octobre 2021 (Disney+)                   | QABF06        | 1,24     |
| Après que Ralph ait découvert un terrain de golf au cœur de Springfield, Bart décide de devenir un caddy. Réussissant alors à flatter convenablement les membres du club, il enchaine les pourboires. Cependant, lorsque Marge découvre cela, elle décide de lancer une pétition afin de stopper cette pratique, mais Bart trouve une faille permettant de passer outre l'interdiction. Malgré tout, les événements pourraient bien s'enchaîner à sa défaveur... Invité : Stephen Root |    | |                   |                                     |                                                             |               |          |
| 698 | 14 | Yokel Hero                                                                                          | Rob Oliver        | Jeff et Samantha Martin             | 7 mars 2021 20 octobre 2021 (Disney+)                       | QABF07        | 1,38     |
| Au cours d'un passage en garde à vue, Homer découvre que Cletus est doté d'un talent de chanteur. Décidant alors de devenir son imprésario, il va réussir à faire de lui une star. Cependant, Cletus décide de lâcher Homer et prendre un manager professionnel tandis que dans le même temps, il abandonne sa famille. Homer et Marge vont alors tenter de réparer ces erreurs, pour le bien des Spuckler... Invité : Albert Brooks |    | |                   |                                     |                                                             |               |          |
| 699 | 15 | Est-ce que les bots de pizza rêvent de guitare électrique ? Do Pizza Bots Dream of Electric Guitars | Jennifer Moeller  | Michael Price                       | 14 mars 2021 20 octobre 2021 (Disney+)                      | QABF08        | 1,43     |
| Lors d'une sortie dans une pizzeria, Homer se remémore son adolescence durant laquelle il travaillait dans cette dernière en compagnie d'animatroniques. Rêvant alors de créer un groupe de musique avec eux, son rêve est brisé par une descente policière saisissant les robots. Pour soigner son chagrin, sa famille va tenter de retrouver les animatroniques, mais le réalisateur J. J. Abrams va s'en emparer pour réaliser un film. Pendant qu'Homer va tenter d'annuler ce film, Marge va essayer de trouver un moyen de faire oublier à Homer ce rêve d'adolescence brisé... Invités : J. J. Abrams et Greg Grunberg |    | |                   |                                     |                                                             |               |          |
| 700 | 16 | Phénomènes paranormaux Manger Things                                                                | Steven Dean Moore | Rob LaZebnik                        | 21 mars 2021 20 octobre 2021 (Disney+)                      | QABF09        | 1,28     |
| En découvrant le moulage de la main de Todd sur leur sapin de Noël, Bart et Lisa questionnent leurs parents. Marge explique alors que six ans auparavant, à la suite d'un nouvel acte de beuverie, Homer a été mis à la porte. Trouvant refuge chez les Flanders, Maud, enceinte, finit par le mettre également à la porte, faisant qu'Homer trouve refuge dans les combles du garage des Simpson. En tentant de faire un acte pour se rapprocher de Marge, il entend les cris de Maud du fait de ses contractions et, cela pourrait bien être la clé de son salut... |    | |                   |                                     |                                                             |               |          |
| 701 | 17 | Femmes à l'état brut Uncut Femmes                                                                   | Chris Clements    | Christine Nangle                    | 28 mars 2021 20 octobre 2021 (Disney+)                      | QABF10        | 1,22     |
| Alors qu'une nouvelle fois, Homer ne respecte pas ses engagements familiaux, Marge se retrouve contrainte à abandonner ses projets pour emmener ses enfants en sortie sur un bateau. Après s'être liée d'amitié avec Sarah Wiggum, elles se font kidnappés et Marge découvre alors le passé de voleuse de bijoux de Sarah. En découvrant la trahison qu'elle et son équipe ont subie, Marge va suivre sa nouvelle amie ainsi que son équipe de braqueuses pour mettre au point leur vengeance, tandis que leurs maris vont tenter de se racheter... Invités : Nick Offerman, Megan Mullally, Bob Seger, Tiya Sircar, Natasha Rothwell et Joe Mantegna |    | |                   |                                     |                                                             |               |          |
| 702 | 18 | Les Rois du burger Burger Kings                                                                     | Lance Kramer      | Rob LaZebnik                        | 11 avril 2021 20 octobre 2021 (Disney+)                     | QABF11        | 1,24     |
| En découvrant Homer manger un burger, M. Burns se met à apprécier cette nourriture nouvelle. Cependant, à la suite d'une attaque cardiaque, il est contraint de manger des burgers végétaux, créés spécialement pour lui, le poussant à ouvrir une chaîne de restauration spécifique à ces burgers. Mais, tandis qu'Homer devient le visage de cette société et que Marge achète des actions, Lisa va découvrir le pot-aux-roses, causant des incertitudes chez ses parents... |    | |                   |                                     |                                                             |               |          |
| 703 | 19 | Panique dans les rues de Springfield Panic on the Streets of Springfield                            | Matthew Nastuk    | Tim Long                            | 18 avril 2021 20 octobre 2021 (Disney+)                     | QABF12        | 1,31     |
| En s'inscrivant sur une plateforme de streaming musical, Lisa découvre Quilloughby, un jeune chanteur engagé pour la nature, qu'elle se met instantanément à adorer. Malheureusement, à la suite d'une consommation de viande, à son insu, à son école, elle accueille ce dernier en tant qu'ami imaginaire. Le comportement de Lisa va alors changer au point qu'elle se rebelle contre tout le monde. Mais, en voulant rencontrant son idole en vrai, Lisa pourrait bien avoir une mauvaise surprise... Invité : Benedict Cumberbatch |    | |                   |                                     |                                                             |               |          |
| 704 | 20 | Retrouvailles mère-fille Mother and Child Reunion                                                   | Jennifer Moeller  | J. Stewart Burns                    | 9 mai 2021 20 octobre 2021 (Disney+)                        | QABF14        | 1,11     |
| À la suite d'une visite chez un magicien tireur de carte, Marge et Lisa découvrent qu'elles vont subir un conflit à la suite du choix de Lisa de ne pas continuer ses études. Le magicien conte alors les péripéties de Lisa dans le futur, réussissant tantôt à devenir professeur, tantôt à devenir Présidente des États-Unis. Ce succès pourrait alors bien faire changer Marge d'avis sur sa fille... Invité : Werner Herzog |    | |                   |                                     |                                                             |               |          |
| 705 | 21 | Code G.R.A.N.D.-P.È.R.E. The Man from G.R.A.M.P.A.                                                  | Bob Anderson      | Carolyn Omine                       | 16 mai 202 20 octobre 2021 (Disney+)                        | QABF13        | 1,06     |
| Lors des années 1970, une équipe d'espions du MI5 recherchent un agent russe pouvant s'être caché aux États-Unis. 50 ans plus tard, un des espions retrouve l'individu qui semblerait être Abraham. À l'aide de la complicité d'Homer, l'espion anglais tente de prouver ses dires afin de coincer Abraham. Cependant, la situation pourrait bien être basée sur un quiproquo... Invité : Stephen Fry |    | |                   |                                     |                                                             |               |          |
| 706 | 22 | Le Dernier Combattant de bar The Last Barfighter                                                    | Timothy Bailey    | Dan Vebber                          | 23 mai 2021 20 octobre 2021 (Disney+)                       | QABF15        | 1,02     |
| À la suite de l'annulation de l'émission de Krusty, Bart participe au show de l'homme-abeille dans lequel il remporte une bouteille de téquila en forme de crâne de cristal. La prenant à son insu, Homer en fait profiter Moe ainsi que les habitués de son bar. Rompant ainsi le pacte qu'il a fait avec d'autres barmans, les habitués du bar de Moe se retrouvent dans l'impossibilité de boire à nouveau. Cependant, leur amitié pourrait bien remettre cette décision en question... Invités : Ian McShane, Cesar Mazariegos, et Melanie Minichino |    | |                   |                                     |                                                             |               |          |